# Graphorkis concolor
Graphorkis concolor (Thouars) Kuntze, 1891 è una pianta della famiglia delle Orchidacee, diffusa nell'oceano Indiano occidentale.

## Distribuzione e habitat
La specie è presente in Madagascar e nelle isole Comore, Mauritius, Réunion e Seychelles.